# Рязановский сельсовет (Оренбургская область)
Рязановский сельсовет — сельское поселение в Асекеевском районе Оренбургской области Российской Федерации.
Административный центр — село Рязановка.

## История
9 марта 2005 года в соответствии с законом Оренбургской области № 1893/321-III-ОЗ образовано сельское поселение Рязановский сельсовет, установлены границы муниципального образования.

## Население
| 2010 | 2012 | 2013 | 2014 | 2015 | 2016 | 2017 |
| ---- | ---- | ---- | ---- | ---- | ---- | ---- |
| 703  | ↘658 | ↘636 | ↘607 | ↘586 | ↘576 | ↘573 |
| 2018 | 2019 | 2020 | 2021 |      |      |      |
| ↘536 | ↘519 | ↘490 | ↘486 |      |      |      |

## Состав сельского поселения
| № | Населённый пункт | Тип населённого пункта       | Население |
| - | ---------------- | ---------------------------- | --------- |
| 1 | Горный           | посёлок                      | 1         |
| 2 | Рязановка        | село, административный центр | 702       |